# Bukowa (dopływ Bugu)
Bukowa – rzeka, lewobrzeżny dopływ Bugu o długości 24,78 km.
Rzeka płynie w województwie lubelskim. W górnym biegu płynie z zachodu na wschód, by rejonie Smoligowa skręcić na północny wschód, a następnie na północ. Poniżej ujścia Kacapskiego Rowu (największego dopływu) rzeka kieruje się na wschód i w Kosmowie uchodzi do Bugu na 567,2 km jego biegu. Jej odpływ nie jest kontrolowany.
Dolina rzeki jest słabo wykształcona, podmokła i pocięta rowami. Dorzecze Bukowej obejmuje 198,4 km², głównie w obrębie Kotliny Hrubieszowskiej, tylko peryferiami wchodząc na Grzędę Sokalską. Dorzecze jest asymetryczne z dobrze rozwiniętym skrzydłem lewym.
Według Raportu WIOŚ rzeka w 2008 roku prowadziła wody w IV klasie czystości m.in. ze względu na liczbę bakterii coli oraz zawiesinę ogólną.